# Frederic III de Saxònia
Frederic III de Saxònia (1463-1525), dit «el savi», va ser el príncep elector de Saxònia del 1486 fins a la seva mort. Era el fill gran del príncep elector Ernest de Saxònia (1441–1486) i d'Elisabet de Baviera (1443–1484), filla del duc Albert III. Tot i tener uns fills amb la seva amant Anna Weller, eixida d'una família plebeua, a la seva mort, el seu germà Joan el Constant el va succeir.
Va fundar la Universitat de Wittenberg i protegí Martí Luter que hi era professor. En convidar i contractar el pintor-empresari Lucas Cranach el Vell va estimular les arts. Malgrat la seva vida privada no conforme amb les regles catòliques del matrimoni, el papa Lleó X li va atorgar el 1518 la Rosa d'Or, el guardó de mèrit més important de l'església catòlica, esperant que lliurés Martí Luter a qui havia donat refugi al Castell de Wartburg. Per la seva persistència tranquil·la i el seu refús de lliurar Luter, ni al papa, ni a l'emperador, va obtenir l'epítet «el Savi».

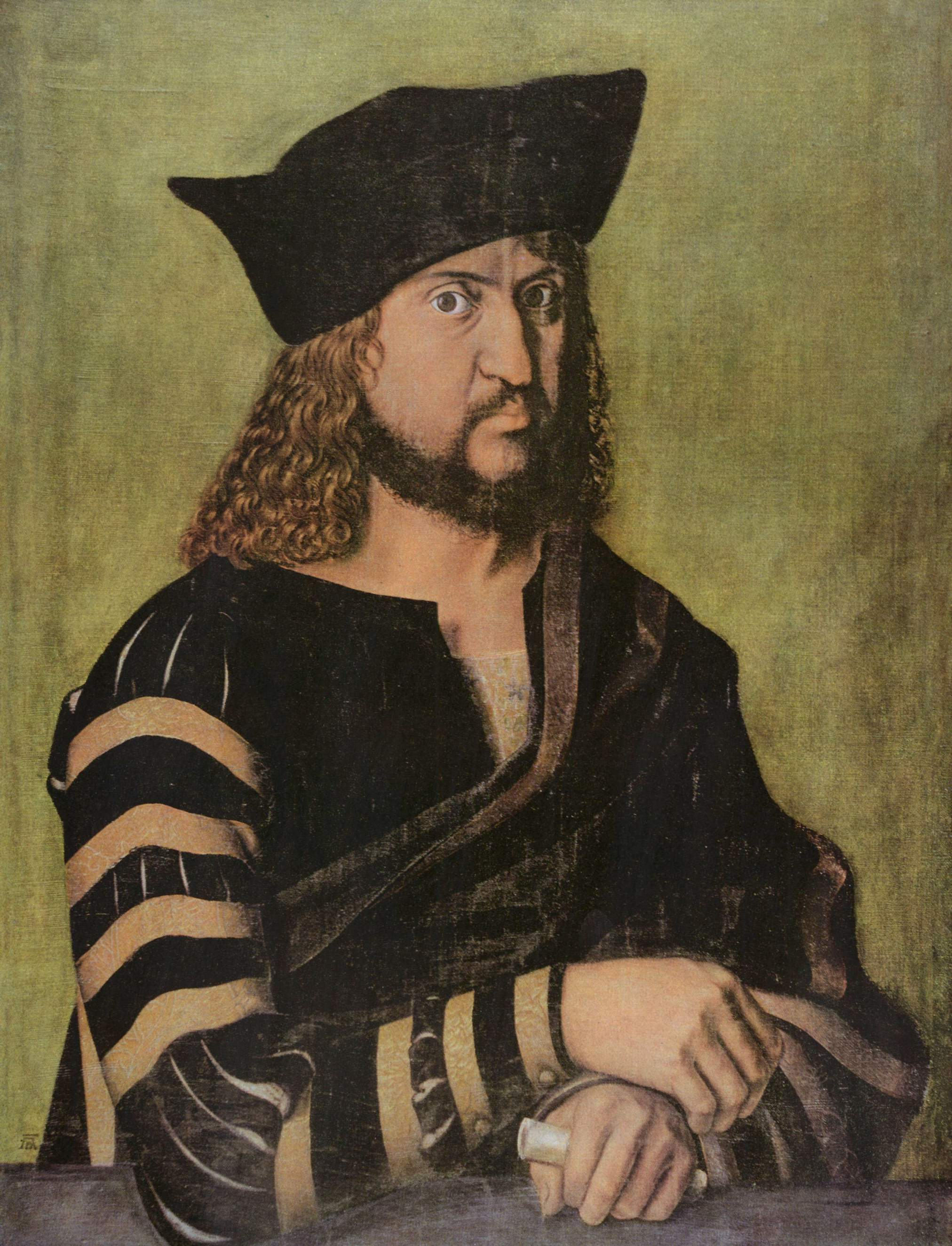
Retrat per Albrecht Dürer vers 1500
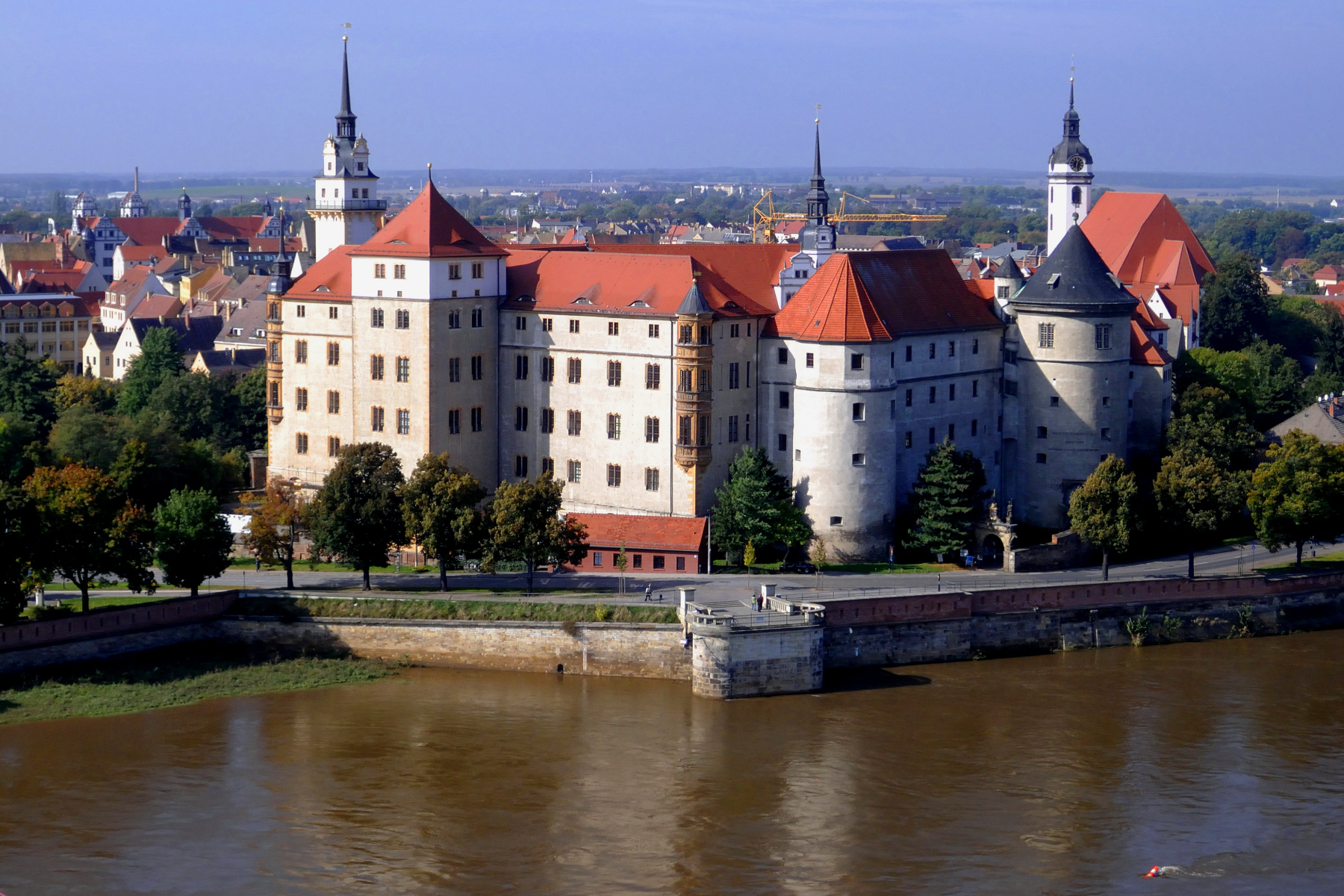
Castell Hartenfels a Torgau, dla seva residència prinicipal